# Ad Wolgast
Adolphus Wolgast (Cadillac, 8 de fevereiro de 1888 - Camarillo, 14 de abril de 1955) foi um pugilista americano, campeão mundial dos pesos-leves entre 1910 e 1912.

## Biografia
Extremamente agressivo nos ringues, Ad Wolgast tinha um estilo de luta tipicamente brigão, que favorecia quase sempre uma troca franca de golpes contra seus adversários. Dono de uma mão pesada e de um queixo duro, durante toda sua carreira aplicou 40 nocautes e sofreu apenas 3 derrotas desta maneira.
Iniciando sua carreira profissional em 1906, Wolgast sofreu seu primeiro revés em sua terceira luta, porém depois disso conseguiu manter-se ileso por longos seis anos. Em 1909, subiu ao ringue contra o campeão mundial dos leves Battling Nelson, em uma luta não válida pelo título de Nelson. Após dez assaltos de intensa troca de golpes, o embate terminou sem um vencedor oficial, apesar dos jornais da época terem divulgado vitória para Wolgast.
Uma segunda luta entre Nelson e Wolgast foi marcada para o início de 1910, desta vez valendo o título mundial dos pesos-leves. Programada para durar 45 assaltos, esse brutal combate iniciou-se com vantagem para Nelson, que chegou a derrubar Wolgast no 22º round. Entretanto, para surpresa geral, Wolgast conseguiu recuperar-se e castigou duramente o rosto do campeão nos rounds vindouros, o que por fim levou o árbitro a interromper o combate no 40º assalto e, assim sendo, tornando Wolgast o novo campeão mundial dos leves.
Uma vez campeão mundial, Wolgast defendeu seu título sem maiores problemas por quatro vezes durante o ano de 1911. Então, já em meados de 1912, na notória luta do duplo nocaute contra Mexican Joe Rivers, Wolgast conseguiu manter seu título pela quinta vez consecutiva. Esse polêmico combate assim ficou conhecido porque no 13º round ambos os lutadores foram à lona simultaneamente. O árbitro abriu contagem para Rivers, enquanto ajudava Wolgast a levantar-se e, com a contagem chegando à dez, proclamou Wolgast vitorioso.
Poucos meses mais tarde, ainda em 1912, Wolgast perdeu seu título para Willie Ritchie ao ter sido desqualificado pelo árbitro da luta por ter aplicado um golpe ilícito contra Ritchie. Após perder seu título, Wolgast falhou em recuperar seu posto de campeão em duas ocasiões. Primeiramente, em uma revanche contra o próprio Willie Ritchie, ocorrida em princípios de 1914. E depois, já em 1916, contra o novo campeão dos leves Freddie Welsh.
Depois de dois anos inativo em virtude de um colapso nervoso, Wolgast retornou aos ringues em 1919, quando realizou quatro lutas, com 2 derrotas, 2 empates e apenas 1 vitória. Sua última luta profissional aconteceu em 1920, em um empate contra Lee Morrissey.
Em 1927, Wolgast tonou a ser internado em um sanatório, permanecendo institucionalizado até o fim de sua vida. Wolgast faleceu em 1955, aos 67 anos, em decorrência de complicações cardíacas.
Em 2000, Ad Wolgast juntou-se à galeria dos maiores boxeadores de todos os tempos, hoje imortalizados no International Boxing Hall of Fame.